# Darryl Plecas
Pour les articles homonymes, voir Plecas.
Darryl Plecas (né en 1951 ou 1952) est un homme d'État canadien, député de la circonscription de Abbotsford South pour le Parti libéral de la Colombie-Britannique depuis l'élection de 2013 et président de l'Assemblée législative de la Colombie-Britannique en tant qu'Indépendant depuis le 8 septembre 2017. Il était auparavant professeur de criminologie à l'Université de la Vallée de Fraser.

## Études
Darryl Plecas a obtenu deux grades universitaires en criminologique à l'Université de la Vallée de Fraser puis un doctorat de l'Université de Colombie-Britannique.
Il travaille ensuite 34 ans à l'Université de la Vallée de Fraser.

## Vie politique
Candidat aux élections générales de 2013 dans la circonscription d'Abbotsford South, il obtient 47,74 % des suffrages, devançant largement les candidats indépendants (l'ex-député libéral John van Dongen) et néodémocrates.
Darryl Plecas est secrétaire parlementaire du ministre de la Justice et attorney général pour la réduction de la criminalité du 10 juin 2013 au 29 janvier 2015. Il a est nommé secrétaire parlementaire du inistre de la Santé pour les personnes âgées le 30 janvier 2015.
Candidat à sa succession aux élections générales de 2017 il obtient la majorité absolue, avec 52,82 % des voix.
Lors du caucus libéral de juillet 2017, juste après la chute du gouvernement de Christy Clark après un vote de confiance, il appelle à sa démission du leadership comme de l'Assemblée et menace de siéger comme Canada si elle ne renonce pas. Un mois après Christy Clark quitte ses mandats.
Le 8 septembre 2017 il se présente à la succession de Steve Thomson à la présidence de l'Assemblée législative. Seul candidat, il est élu par acclamation. Par son élection il devient neutre et permet d'affirmer la majorité du gouvernement néodémocrate soutenu par les verts. Le lendemain il est exclu du Parti libéral et devient Indépendant.